# Slaget ved Ulundi
 Der er for få eller ingen kildehenvisninger i denne artikel, hvilket er et problem. Du kan hjælpe ved at angive troværdige kilder til de påstande, som fremføres i artiklen.

Slaget ved Ulundi fandt sted ved Zululands hovedstad Ulundi i sydafrika den 4. juli 1879 og var det sidste store slag i Zulukrigen. Den blev kæmpet mellem stormagten Storbritannien og zululands hær. Den britiske hær brød Zulunationens militære magt ved at besejre den vigtigste Zuluhær og umiddelbart derefter at ødelægge og at jævne Zululands hovedstad.

## Efterfølgende
Som følge af den afgørende Zulu sejr i slaget ved Isandlwana i januar tidligere på året, følte den britiske general, Lord Chelmsford bagefter det store slag at han befandt sig tvunget til at lancere en ny invasion af Zululand. I april 1879 på trods af de seneste kampe i Kambula og Gingindlovu som havde resulteret i store tab for zuluerne, var briterne tilbage på deres udgangspunkt. Nyheden om nederlag ved Isandlwana havde ramt Storbritannien hårdt. Som svar, havde en strøm af forstærkninger ankommet i Natal, hvor Chelmsford forberedte en anden invasion af Zululand. Lord Chelmsford var klar medio juni, at Sir Garnet Wolseley havde afløst sin kommando af de britiske styrker. Chelmsford blev bestilt af Hendes Majestæts regering til "... fremlægge og underordne dine planer for hans kontrol." Chelmsford ignoreret dette og forskellige fred tilbud fra Cetshwayo for at slå mens Zulu stadig genoprettelse fra deres nederlag og at forsøge at genvinde sit ry før Wolseley kunne fjerne ham fra kommandoen over hæren.
For hans fornyede offensiv Chelmsford samlede styrke blev øget til 25.000. Men den meget størrelse af den kraft overvældet udbuddet og transportkapacitet på Natal og Chelmsford skulle bruge en række tropper, der kunne opretholdes i marken. I tilfælde, til sin vigtigste kolonne, opstillede han to kavaleri regimenter, fem batterier af artilleri og 12 infanteribataljoner, der beløber sig til 1.000 regelmæssig kavaleri, 9.000 regelmæssig infanteri og yderligere 7.000 mænd med 24 kanoner, herunder den første nogensinde brugte kanon i den britiske hær, nemlig Gatling batteriet. Det klodsede forsyningstog bestod af 600 vogne, 8.000 okser og 1.000 muldyr. Strukturen af den kraft, blev reorganiseret; Oberst Evelyn Woods No. 4 kolonne blev den flyvende kolonne, blev oberst Charles Pearson frataget sin kommando af generalmajor Henry Crealock og hans No.1 kolonne blev 1. division og generalmajor Newdigate fik kommandoen over den nye 2. division, ledsaget af Lord Chelmsford selv.
Briterne marcherede mod Ulundi, hvor Zuluerne var ubevidste om hvad der snart skulle ske. Om morgenen d.4. Juli 1879, lidt ude for Ulundi stod 25.000 britisk soldater klar mod en uforberedt Zulu hær på 13.000. Kampene varede til om aften, hvor briterne havde vundet over den vigtigste og største zulu hær. Briterne marcherede med en hær, nu kun med 25.700 soldater tilbage, mens hele zulu hæren var blevet elimineret. Briterne satte ild til Ulundi som brændte i flere dage. Krigen imod zululand var nu ovre.

## Lord Chelmsford
Lord Chemlsford eller Genral Chemlsford, var den vigtigste genereal under slaget ved Ulundi og hele Zulukrigen i det hele taget. Han var en fantastisk taktiker, og han kendte landet hvor han kæmpede henne så godt, at det var til stor fordel. Han var en ihærdig leder, som var god til at inspirere og give sine soldater morale. Han var med til at gøre slaget ved Ulundi let for briterne, uden at miste nogen soldater. Han var den general der tog initiativet og sendte bud efter forstærkninger til de britiske kolonier i sydafrika, efter det store nederlag ved Isandlwana i januar 1879 lidt tidligere på året. Hvis han ikke havde sendt bud til Dronningen om forstærkninger, ville alle de britiske kolonier i Sydafrika være udryddet.